# جیمی دایسون
جیمی دایسون (انگلیسی: Jimmy Dyson; ۴ مارس ۱۹۰۷ – ۲۰۰۰ (۹۲−۹۳ سال)) بازیکن فوتبال بود.
از باشگاه‌هایی که در آن بازی کرده‌است می‌توان به باشگاه فوتبال نورتویچ ویکتوریا، باشگاه فوتبال گریمزبی تاون، و باشگاه فوتبال اولدهام اتلتیک اشاره کرد.